# Remix '94
Remix '94 è un album di remix degli 883, pubblicato nel 1994, che raccoglie pezzi remixati in chiave dance. Nell'album è anche contenuto un brano inedito, Chiuditi nel cesso, pubblicato come singolo.
Questa raccolta del gruppo rappresenta anche l'ultimo lavoro pubblicato prima dell'abbandono di Mauro Repetto.
I mix erano a opera dei più famosi DJ italiani dell'epoca, come Molella, Fargetta, gli U.s.u.r.a., i Datura e i Bliss Team.
Molti dei brani contenuti verranno poi aggiunti alle ristampe del 2000 degli altri album degli 883.

## Tracce
Testi e musiche di Max Pezzali e Mauro Repetto, eccetto dove indicato.
1. Chiuditi nel cesso (Original mix) - 3:57 (musica: Pezzali, Repetto, Marco Guarnerio, Pier Paolo Peroni)
2. Non ci spezziamo (U.s.u.r.a. Remix) - 5:02 (musica: Pezzali, Repetto, Guarnerio, Peroni)
3. Weekend (DJ Miko Remix) - 4:47
4. Nella notte (Molella Remix) - 5:11
5. Sei un mito (Stefano Secchi Remix) - 3:47
6. Come mai (Bliss Team Remix) - 6:08
7. Nord sud ovest est (Datura Sonora Remix) - 5:35
8. Hanno ucciso l'uomo ragno (Fargetta Remix) - 5:04
9. S'inkazza (Pierpa & Didde Remix) - 3:52
10. Non me la menare (Shout Remix) - 4:40
11. Rotta x casa di Dio (Pierpa Remix) - 4:49
12. Chiuditi nel cesso (Remix) - 5:07 (Pezzali, Repetto, Guarnerio, Peroni)
13. Come mai (Barraca Destroy Remix) - 4:47
14. Weekend (Dj Miko Remix 2) - 5:16

## Formazione
- Max Pezzali – voce
- Mauro Repetto – seconda voce, sequencer

### Altri musicisti
- Marco Guarnerio – cori

## Classifiche

### Classifiche settimanali
| Classifica (1994) | Posizione massima |
| ----------------- | ----------------- |
| Italia            | 2                 |

### Classifiche di fine anno
| Classifica (1994) | Posizione |
| ----------------- | --------- |
| Italia            | 16        |